# تخشي محلة
تخشي محلة (بالفارسية: تخشی‌محله) هي قرية تقع في غلستان في إيران. يقدر عدد سكانها بـ 486 نسمة بحسب إحصاء 2016.